# Lijst van burgemeesters van Neede
Dit is een lijst van burgemeesters van de voormalige Nederlandse gemeente Neede in de provincie Gelderland die per 1 januari 2005 opging in de gemeente Berkelland.
| Ambtsperiode                        | Naam burgemeester                    | Partij of stroming | Bijzonderheden                     |
| ----------------------------------- | ------------------------------------ | ------------------ | ---------------------------------- |
| ? - 1811                            | J.G. Sölner                          |                    | Maire                              |
| 1811 - 1812                         | W. Optennoort                        |                    | Maire                              |
| 1812 - 1812                         | J.R. ten Hoopen                      |                    | Tijdelijk opvolger                 |
| 1812 - 1817                         | Gerrit Soeters                       |                    |                                    |
| 1818 - 1818                         | Petrus Jacobus Herman Velsen         |                    | Schout                             |
| 1818 - 1818                         | G. ten Hoopen                        |                    | Interim                            |
| 1818 - 1835                         | Gerrit Soeters                       |                    | Schout                             |
| 1835 - 1839                         | Berend Luijmes                       |                    |                                    |
| 1839 - 1874                         | Q.G.N. Heereman                      |                    |                                    |
| 1874 - 1887                         | G.J. (Gerrit Jan) Clant              |                    |                                    |
| 1887 - 1923                         | mr. H.C. (Henri Carel) van de Graaff |                    |                                    |
| 1923 - 1946                         | S.K. (Sijo Kornelius) Haitsma Mulier |                    | was burgemeester van Nieuwe Pekela |
| 1946 - 1954                         | J.C.J. Mens                          |                    |                                    |
| 1954 - 1975                         | Gerhard Johannes ter Braak           |                    |                                    |
| 1976 - 1986                         | N. (Nico) Veenvliet                  | PvdA               |                                    |
| 1987 - 1997                         | Henk (H.P.) Jager                    | PvdA               |                                    |
| 15 december 1997 - 31 december 2004 | drs. M.J. (Thijs ) van Beem          | PvdA               | werd burgemeester van Winterswijk  |